# Villeneuve-en-Retz
Villeneuve-en-Retz is een gemeente in het Franse departement Loire-Atlantique (regio Pays de la Loire). De plaats maakt deel uit van het arrondissement Saint-Nazaire. Villeneuve-en-Retz is op 1 januari 2016 ontstaan door de fusie van de gemeenten Bourgneuf-en-Retz en Fresnay-en-Retz. De gemeente telde 5.004 inwoners op 1 januari 2022.

## Geografie
De oppervlakte van Villeneuve-en-Retz bedroeg op 1 januari 2022 73,68 vierkante kilometer; de bevolkingsdichtheid was toen 67,9 inwoners per km².

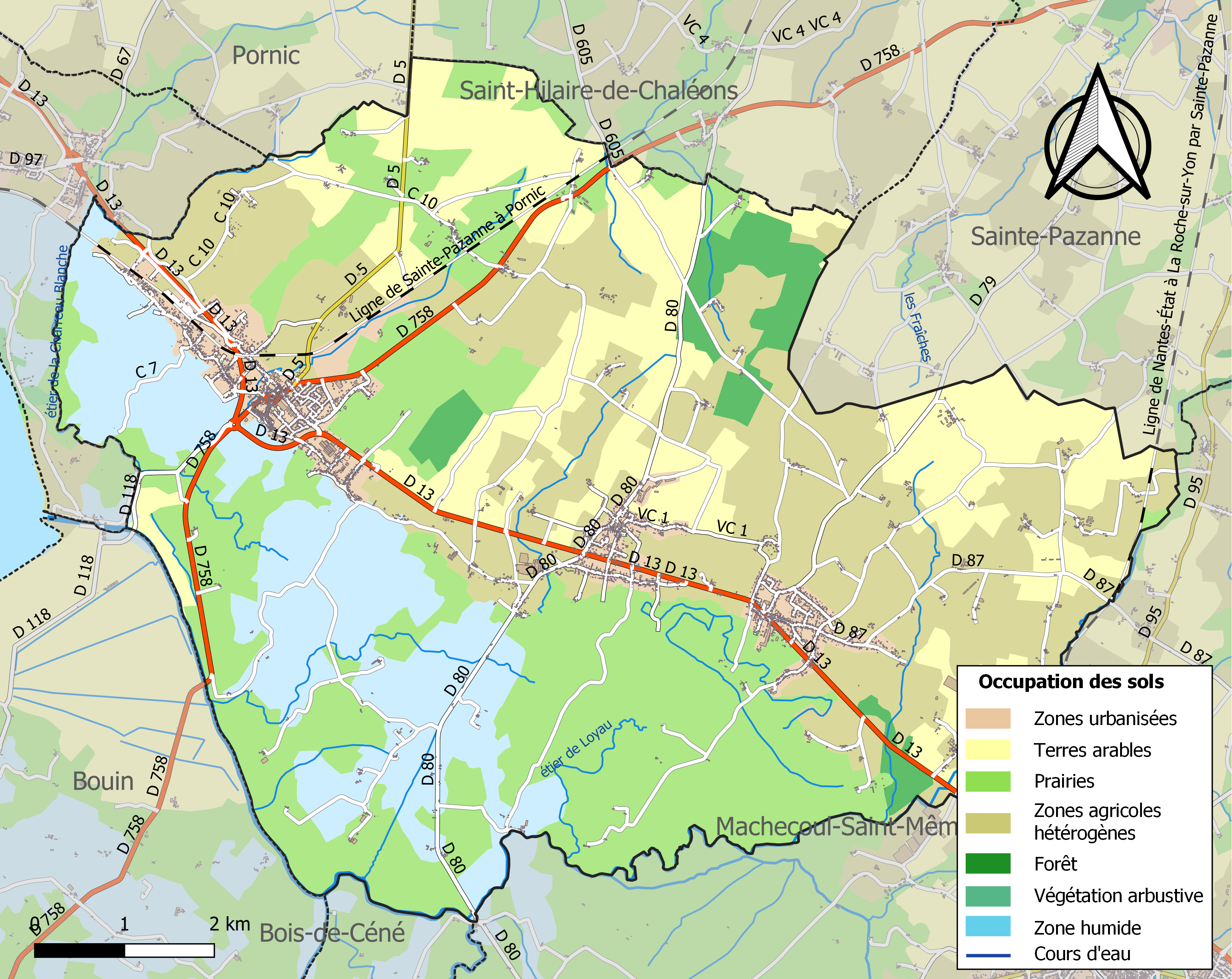
Kaart van de gemeente met de belangrijkste infrastructuur, bodemgebruik en omliggende gemeenten